# Locomotiva SAR 26
La locomotiva della Class 26 delle South African Railways (SAR) (Ferrovie del Sudafrica), conosciuta come Red Devil, è una locomotiva a vapore che fu ricostruita da una unità del gruppo 25NC della SAR su progetto dell'ingegner David Wardale.
L'obiettivo della ricostruzione, che fu basata sui principi propugnati e applicati dall'ingegnere argentino Livio Dante Porta, era quello di dimostrare alla dirigenza della SAR la possibilità di evitare la sostituzione del sistema di trazione a vapore con quelli elettrico e Diesel, data anche la locale disponibilità del combustibile (carbone) a un costo minore del gasolio, che inoltre avrebbe dovuto essere importato.
Il risultato della ricostruzione confermò gli assunti progettuali, mettendo a disposizione dell'esercizio una macchina in grado di garantire un risparmio del 28% del consumo di carbone e del 30% del consumo di acqua e un aumento del 43% della potenza di traino massima al gancio.
Tuttavia tali risultati non convinsero la dirigenza della SAR dell'opportunità di non abbandonare la trazione a vapore, anche in considerazione della contrazione del traffico viaggiatori e dell'estendersi delle elettrificazioni, che fecero sì che dal 1987 l'impiego della trazione a vapore si riducesse sempre di più.
La Red Devil, rimasta esemplare unico e ritirata dal servizio attivo dopo poco più di dieci anni dall'ingresso nell'esercizio, essendo stata l'ultima locomotiva a vapore sottoposta a modifiche innovative viene considerata la macchina che, dopo due secoli da quelle di Trevithick e di Stephenson, ha chiuso l'epoca della trazione a vapore.

## Costruzione
La locomotiva originale da cui fu ricostruita l'unità che costituisce il gruppo 26 entrò in servizio nel 1953 come ultima costruita del gruppo 25NC. Il gruppo 25 con condensatore e il gruppo 25NC senza condensatore furono progettati dalla South African Railways (SAR) in collaborazione con la Henschel & Sohn e furono costruiti nel 1953. La prima unità del gruppo 25, numerata 3451, le unità del gruppo 25NC numerate da 3412 a 3450, insieme a molti tender con condensatore del gruppo 25, furono costruite dalla Henschel. Le unità da 3401 a 3411 del gruppo 25NC e le altre 89 unità del gruppo 25 con condensatore furono costruite dalla North British Locomotive Company (NBL) di Glasgow (Scozia). L'unità 3450 ha il numero di fabbrica 28769.

## Le difficoltà preliminari alla ricostruzione
Il progetto di ricostruzione all'inizio fu contrastato a causa della decisione già assunta da tempo, da parte dei dirigenti della SAR, di sostituire la trazione a vapore con quelle elettrica o Diesel-elettrica.
Wardale, tuttavia, era determinato a dimostrare che l'efficienza delle locomotive a vapore avrebbe potuto essere aumentata notevolmente utilizzando un Gas Producer Combustion System (GPCS, sistema di combustione a produzione di gas) per produrre una maggior quantità di vapore e contemporaneamente diminuire il consumo di combustibile, e lo scappamento basato sull'eiettore Lempor sviluppato dall'ingegnere argentino Livio Dante Porta per utilizzare il vapore di scarico con la massima efficienza possibile.

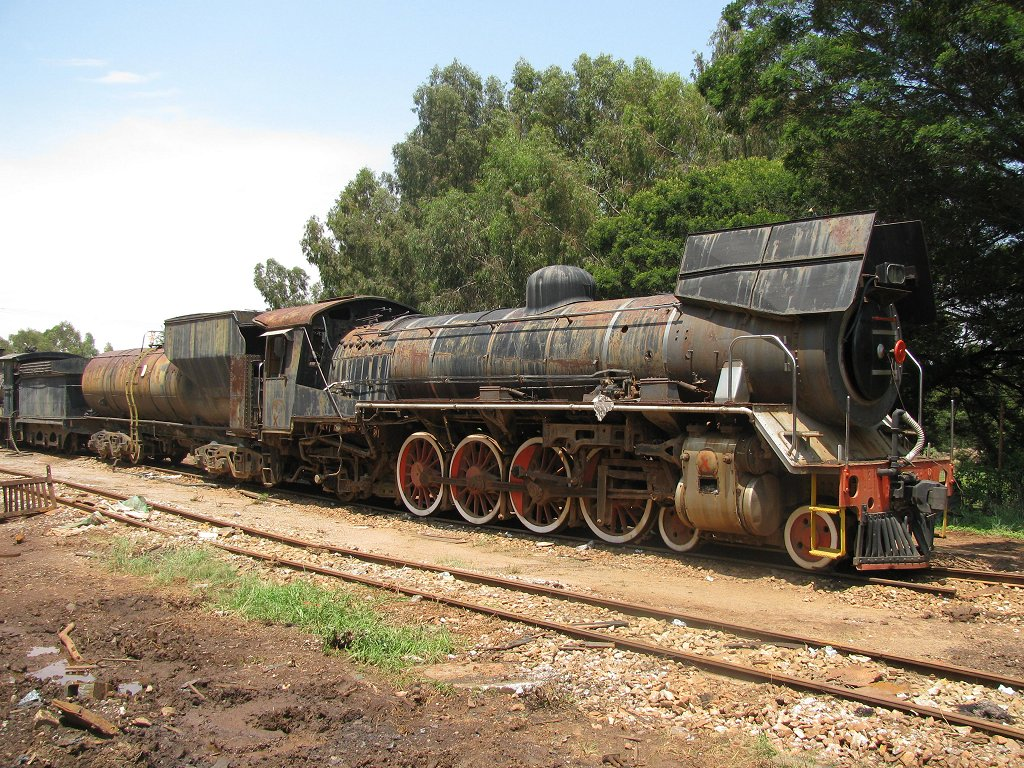
La locomotiva SAR 2644 del gruppo 19D modificata dal Wardale.

 Per provare le sue tesi Wardale fu autorizzato a modificare profondamente una locomotiva del gruppo 19D SAR, di rodiggio 4-8-2, costruita da Krupp e numerata 2644. Su essa furono installati un GPCS e un eiettore doppio Lempor. Vennero eseguite anche altre modifiche minori tra cui l'installazione di grandi deflettori parafumo.
Le modifiche dimostrarono che la locomotiva aveva avuto un aumento della potenza e una diminuzione del consumo di combustibile degni di nota rispetto alle altre unità del gruppo 19D che non avevano subite le stesse modifiche. Di conseguenza Wardale fu autorizzato a completare il progetto ed eseguire la costruzione del prototipo del gruppo 26.

## La ricostruzione dellaRed Devil
Il lavoro sull'unità numero 3450 del gruppo 25NC fu avviato alla fine del 1979. La costruzione di tutti i nuovi organi e le modifiche delle parti esistenti vennero effettuate nelle officine della SAR di Salt River (un sobborgo di Città del Capo), Bloemfontein, Beaconsfield a Kimberley, Koedoespoort a Pretoria, e Pietermaritzburg. I lavori vennero assegnati all'officina più idonea all'esecuzione della tipologia d'interventi previsti.

### Modifiche del forno e conseguenze sulla combustione
Gli obiettivi primari delle modifiche erano tre:
- migliorare la combustione e il tasso di vaporizzazione:
- ridurre l'emissione di fumo nero e dispendioso (per la combustione incompleta);
- superare il problema della formazione di scorie nel forno (clinkering).

Ciò fu ottenuto mediante l'uso di un produttore di gas monostadio, il GPCS, che si basa sulla gassificazione del carbone a una temperatura bassa su uno strato uniforme di fuoco, in modo che i gas vengano poi bruciati completamente sopra il fuoco. Si riduce al minimo la quantità di aria in fase di combustione attraverso il letto di braci, mentre il flusso principale dell'aria necessaria per la combustione passa attraverso le prese d'aria ausiliarie situate nell'inviluppo del forno sopra il letto delle braci. Un ulteriore contributo al processo è dato dall'immissione di parte del vapore di scarico.
Il più grave spreco di carburante in una locomotiva a vapore convenzionale è la perdita di particelle di carbone incombusto allontanato dal letto del combustibile a causa del rapido flusso di aria che attraversa la graticola. Con la GPCS il carbone è riscaldato fino a scacciare i componenti volatili che vengono poi bruciati dal flusso secondario d'aria immesso sopra la griglia. Il risultato è una migliore combustione, che riduce al minimo il fumo nero, che è la prova di una combustione incompleta con il risultato che le particelle di carbone incombuste vengono espulse dallo scarico.

### Modifiche della caldaia, del motore e della distribuzione
Vennero introdotte importanti modifiche alla caldaia, al motore, alla distribuzione e agli accessori.
- La camera a fumo fu allungata per ospitare il doppio scarico dell'eiettore Lempor e resa autopulente.
- Il camino, doppio come in origine, fu spostato dalla sua posizione primitiva.
- Tra i due camini fu inserito un preriscaldatore dell'acqua di alimentazione.
- Al surriscaldatore d'origine furono aggiunti dieci elementi[16].
- Fu introdotto un avviatore ausiliario ("booster") del surriscaldatore.
- Fu migliorata la lubrificazione dei cilindri.
- I cilindri furono dotati di nuove camicie.
- Furono migliorati i pistoni, con molte modifiche delle relative valvole e dei comandi.
- Fu migliorato il sistema di lubrificazione.
- Furono ampliati i cassetti della distribuzione del vapore.
- La distribuzione Walschaerts fu ridisegnata sulla base di simulazioni numeriche.
- I deflettori del fumo originari furono sostituiti con altri di tipo europeo continentale completamente curvi, montati alti e non paralleli alla camera a fumo.
- Fu installata una sabbiera ad aria compressa.

L'aumento della temperatura del vapore (portata a 450°) conseguente all'incremento della superficie di surriscaldamento comportò, tra l'altro l'introduzione delle migliorie nella lubrificazione del motore e degli organi a esso connessi.
Furono proposte altre modifiche, che però non vennero autorizzate ed eseguite.

### Modifiche del tender
La capacità del tender, di tipo EW1, della Classe 25NC fu aumentata da 18 t a 20 t di carbone. Il tender modificato fu riclassificato come tipo EW2. Una volta fatto ciò, il peso totale della locomotiva in ordine di marcia aumentò da 231 t a 236 t.

### Riclassificazione

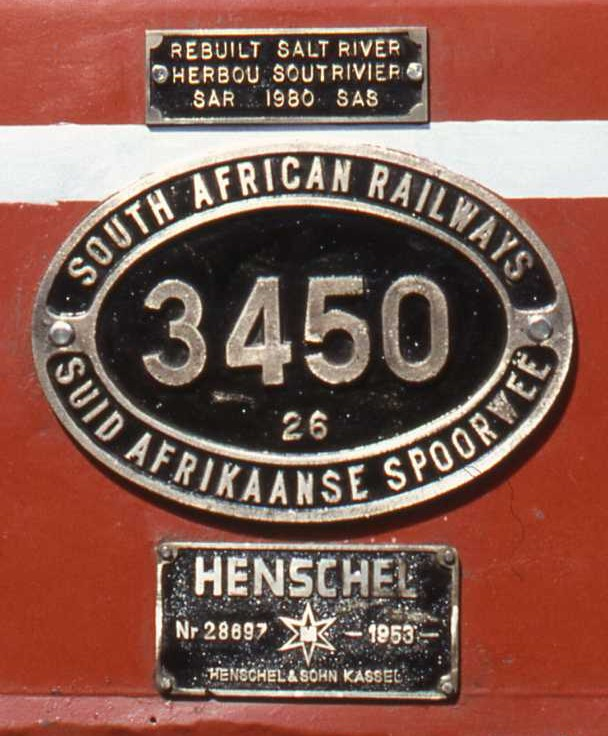
Targhe originali di costruzione e di ricostruzione della SAR e della Henschel & Sohn, con le matricole.

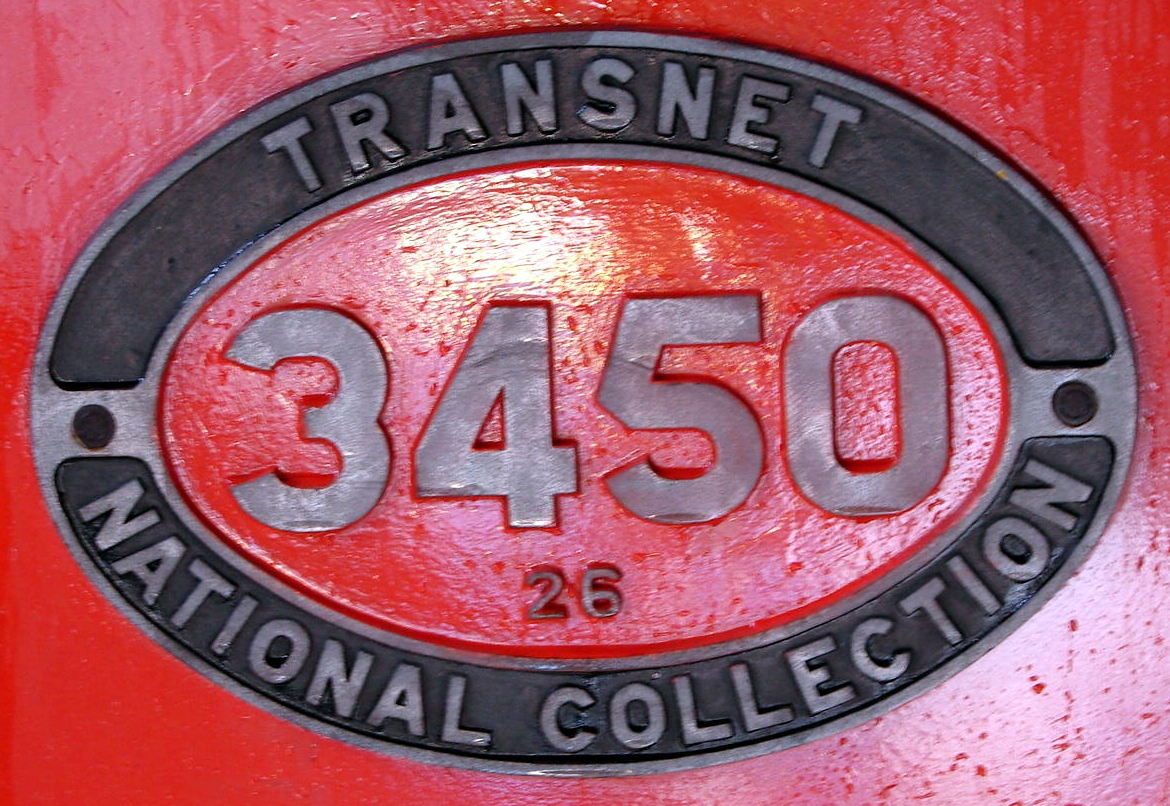
Targa della Transnet National Collection, con la matricola.

Queste modifiche radicali giustificarono la riclassificazione della locomotiva che divenne la prima e unica del gruppo 26, pur mantenendo il numero di matricola 3450 già del gruppo 25NC originale. Le targhe del nuovo gruppo 26, del costruttore e dell'officina ricostruttrice di Salt River, montate sulle fiancate della cabina, vennero poi rimpiazzate con targhe contenenti l'iscrizione "Transnet National Collection".
Le targhe del costruttore (Henschel & Sohn) che furono applicate sulle fiancate della cabina della 3450 non furono quelle originali, ma vennero tolte dalla locomotiva SAR GMAM 4068 (una Garratt di rodiggio 4-8-2+2-8-4), avente il numero di fabbrica della Henschel 28697. Tale macchina era stata tolta dal servizio e posta in deposito a De Aar nello stesso periodo in cui la 3450 era stata ricostruita come macchina del gruppo 26. La targa attuale della 3450 ha lo stesso numero di fabbrica, 28769, hanno le stesse cifre, anche se in un ordine diverso.

## Prove

### Corse di prova

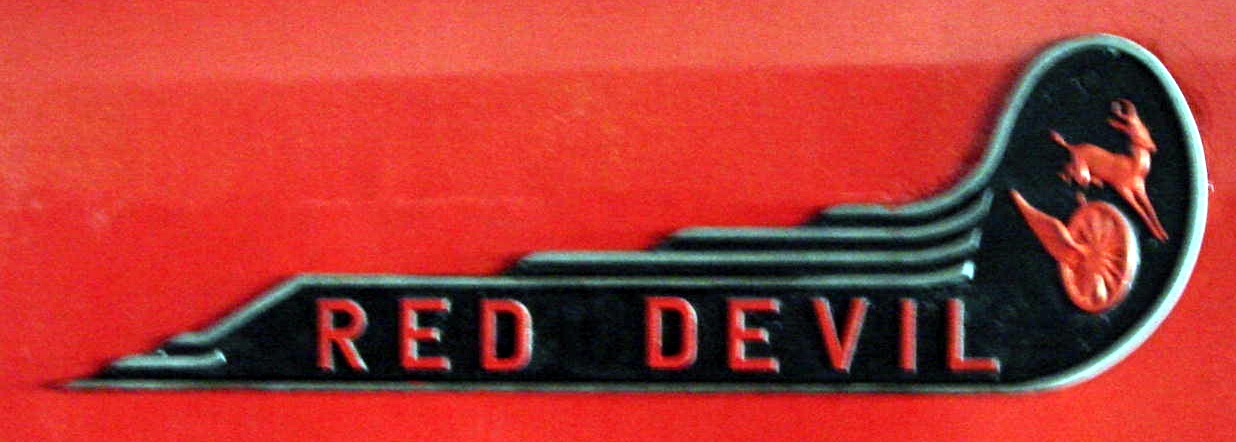
Targa col nome della macchina.

La locomotiva fu dipinta in rosso e fu denominata ufficialmente L. D. Porta in onore del citato ingegnere argentino i cui principi costituirono le premesse del progetto di ricostruzione. La prima messa in pressione e la prima corsa con le proprie forze si svolsero giovedì 5 febbraio 1981, e la prima corsa di prova ufficiale da Salt River a Bellville e ritorno si svolse il giorno dopo. Lunedì 9 febbraio 1981 la 3450 ricostruita trainò il suo primo treno ufficiale composto da tre vetture passeggeri, carico di diversi dirigenti ferroviari e rappresentanti dei media, su un percorso di 66 km da Città del Capo a Dal Josafat (Paarl). Dopo i servizi della stampa di Città del Capo la locomotiva fu soprannominata Red Devil. Il soprannome divenne poi la denominazione ufficiale e la locomotiva lo mantiene tuttora. Sulle locomotive del gruppo 25NC i deflettori di fumo vennero successivamente sostituiti con quelli del tipo continentale europeo.

### Prestazioni

Rete ferroviaria del Sudafrica, comprendente le linee su cui ha prestato servizio la Red Devil.

Le misure in esercizio durante il servizio merci dimostrarono che, rispetto ad una locomotiva del gruppo 25NC non modificata, il Diavolo Rosso realizzava un risparmio del 28% del consumo di carbone e un 30% del consumo di acqua e un aumento registrato del 43% della massima potenza di traino al gancio.
La sua autonomia massima approssimativa nel servizio merci, a pieno carico su livellette tra l'1% e l'1,25%, era di 700 chilometri (434,9 miglia) riguardo alle scorte di combustibile (carbone) e di 230 chilometri (142,9 miglia) riguardo a quelle d'acqua.
I valori di carico nominali per il servizio ai treni (le vere e proprie prestazioni) del Diavolo Rosso sono:
- 700 t su pendenze del 2%
- 1080 t su pendenze dell'1,25%
- 1320 t su pendenze dell'1%

Il massimo carico registrato al traino di treni merci fu di 900 t su pendenze del 2%. Al traino di un treno viaggiatori di 650 t, su una pendenza dell'1% la macchina riuscì a mantenere una velocità costante 100 km/h.
La velocità massima, che secondo Wardale avrebbe potuto essere di 160 km/h, nella pratica dell'esercizio fu di 80 km/h per i treni merci e di 100 km/h per i treni viaggiatori.
La potenza massima misurata era di 3.350 kW (4.490 hp) alla velocità di 75,5 km/h (46,9 mph). Quella massima, calcolata, dovrebbe essere stata di 3.750 kW (5.030 hp) a 100 km/h (62 mph).

### Inconvenienti
La maggior potenza della Red Devil, però, generò anche degli inconvenienti nell'esercizio, peraltro attesi trattandosi di un prototipo sperimentale necessitante di inevitabili ulteriori messe a punto. Le locomotive del gruppo 25NC avevano già dimostrato di avere problemi di aderenza e la macchina modificata, essendo molto più potente ma con la stessa configurazione fondamentale e le stesse dimensioni, li peggiorò. I problemi si manifestavano all'avviamento o alle basse velocità sulle pendenze più accentuate. Durante la sua corsa da Pretoria a Witbank (Transvaal) una sosta a un segnale su una livelletta di 1:50 (2%) comportò notevoli problemi al riavvio, causando alla fine una ventina di minuti di ritardo. Né le valvole Herdner né la sabbiatura delle rotaie sembrarono capaci di superare questi problemi.

## L'ultimo tentativo

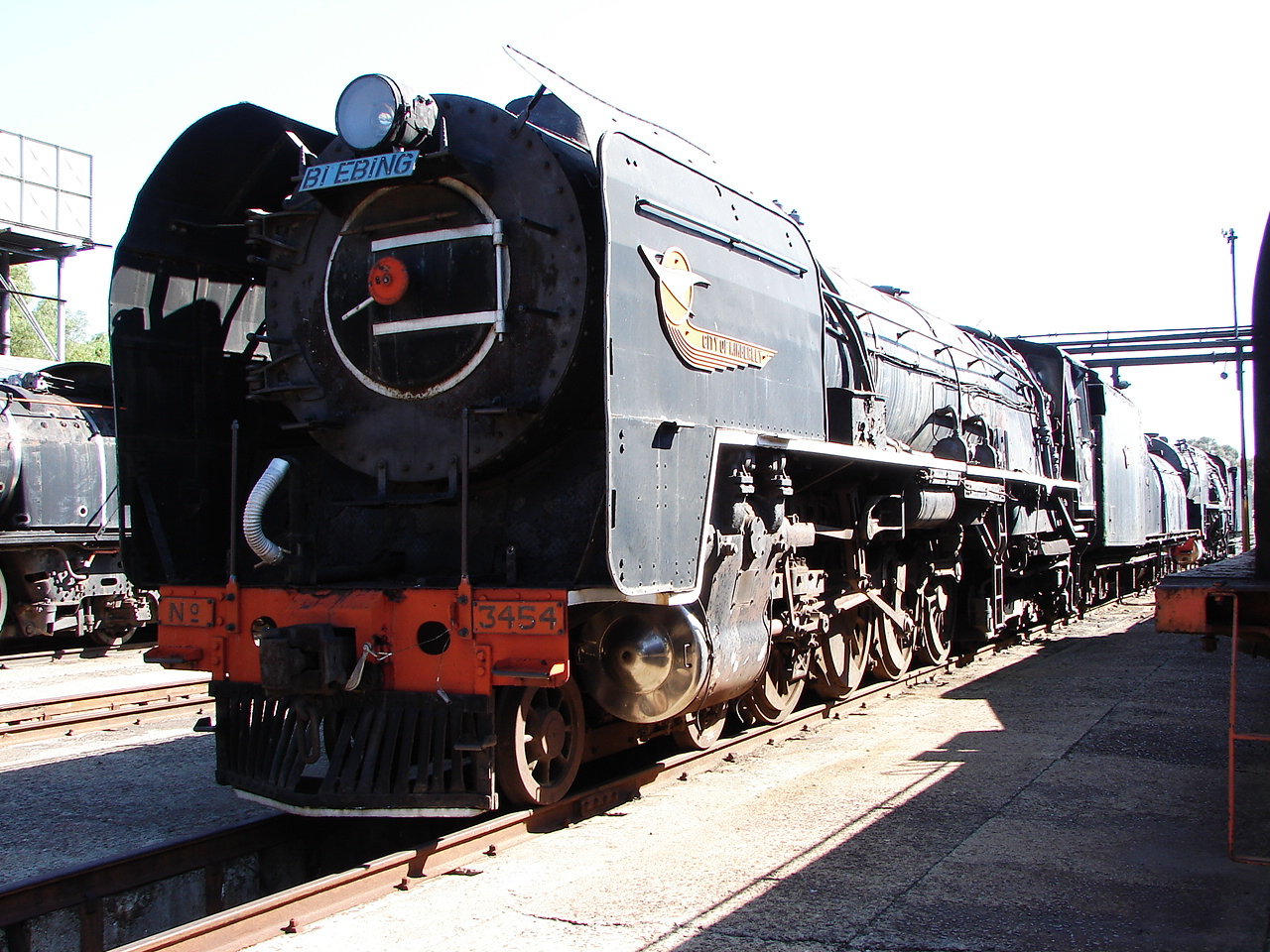
La locomotiva SAR 3454 Ebing BI.

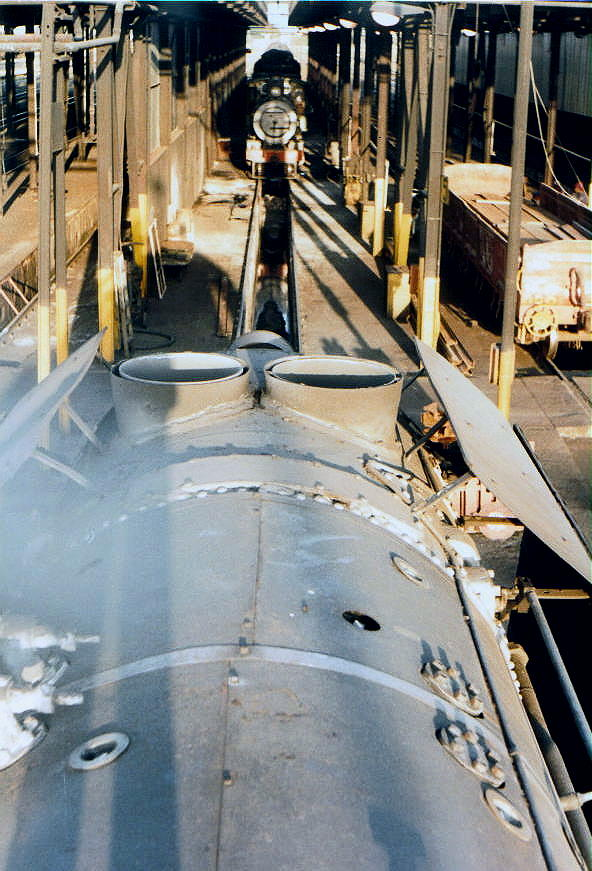
I camini del doppio eiettore Lempor e i deflettori del fumo della locomotiva 3454.

Dopo l'uscita di Wardale dalle SAR l'officina di Beaconsfield effettuò modifiche minori su una 25C con condensatore di costruzione NBL, la numero 3454, che era stata convertita in una 25NC a condensazione libera e denominata Ebing BI.
Le modifiche su questa locomotiva furono essenzialmente la dotazione di un sistema di scarico con un doppio eiettore Lempor e modifiche dei deflettori del fumo. Per non allungare la camera a fumo i camini furono installati l'uno accanto all'altro invece che in tandem come nelle locomotive precedentemente modificate dal Wardale. A parte l'eiettore e i camini non vennero introdotte altre modifiche.
La 3454 fu messa in servizio nel febbraio 1985. Come riferito dal personale di macchina e di accudienza, rispetto alle 25NC non modificate fu riscontrato un notevole risparmio del consumo di carbone e d'acqua anche se le quantità non furono determinate con precisione. Inoltre la locomotiva manifestò minori problemi d'aderenza rispetto alla Red Devil.

## La fine della trazione a vapore
Lo straordinario successo ottenuto con il prototipo del gruppo 26 SAR viene considerato l'atto finale della storia della trazione a vapore, che già da anni in tutto il mondo era stata sostituita da quelle elettrica e Diesel.
Anche se il progetto di Wardale riuscì a dimostrare che le locomotive a vapore costruite seguendo principi innovativi hanno prestazioni molto migliori di quelle precedenti, arrivò troppo tardi per impedire la scomparsa di tale sistema di trazione. Nella tecnica ferroviaria i diversi sistemi di trazione (esotermici con macchine a vapore alternative o a turbina, endotermici con motori Diesel, elettrici e altri proposti o sperimentati) sono convissuti per quasi tutto il Novecento, ciascuno in ben determinati ambiti di convenienza tecnica ed economica in Sudafrica e altrove. Progetti simili come quelli sviluppati con la ACE 3000 proposta dalle American Coal Enterprises (ACE) negli Stati Uniti d'America, quello d'una Garratt per la Cina e quello del gruppo 5AT non ebbero un seguito pratico.

## Conservazione museale
Per iniziativa di diversi feramatori la locomotiva SAR 3450 Red Devil, posta fuori servizio nel 1992, è preservata nella Monument Station di Città del Capo.

## Galleria d'immagini
L'immagine nella tabella dei dati mostra la 3450 Red Devil a Pretoria poco più di due mesi dopo la ricostruzione. Varie modifiche sono state fatte successivamente e alcune sono visibili esternamente confrontando l'immagine con quelle di questa galleria. Wardale sostenne che alcune di queste modifiche ridussero le prestazioni della locomotiva.
|  |  |

|  |  |

### Fonti a stampa
- Richard Roosen, Class "25" condensing locomotives on the South African Railways. Design and operating experiences. Paper Nº 607, in Journal of the Institution Locomotive Engineers, vol. 50, n. 274, 1961,  pp. 243–282.
- (EN) D. F. Holland, Steam Locomotives of the South African Railways, Volume 2: 1910-1955, Newton Abbott, David & Charles, 1972, ISBN 0-71535-427-2., pp. 109–111.
- (EN) Leith Paxton, David Bourne, Locomotives of the South African Railways, Città del Capo, Struik, 1985, ISBN 0869772112., pp. 78–79
- Diavolo blu, in I treni oggi, vol. 8, n. 67, 1987,  pp. 29-31.
- (EN) A. E. Durrant, Twilight of South African Steam, Newton Abbott, David & Charles, 1989, ISBN 0-71538-638-7.
- Francesco Pozzato, La locomotiva 26 3450 delle Ferrovie Sudafricane, in Tutto treno, vol. 6, n. 55, 1993,  pp. 18-21.
- Francesco Pozzato, I giganti a scartamento ridotto. Le locomotive Gruppo 25 e 25NC delle SAR-SAS, in Tutto treno, vol. 12, n. 119, 1999,  pp. 15-19.
- (EN) John N. Middleton, Railways of Southern Africa Locomotive Guide - 2002 (as amended by Combined Amendment List 4, January 2009), Herts, Beyer-Garratt Publications, 2002, ISBN. (2ª edizione, dicembre 2002).

### Fonti elettroniche
- Rooinek, South Africa's "Red Devil", su martynbane.co.uk. URL consultato il 23-5-2013.